# Чувај се!
Чувај се! је први студијски албум ријечког електро - поп бенда Денис и Денис у издању дискографске куће Југотон 1984 .

## О албуму
Албум је најавио веома успешан хит-сингл "Програм твог компјутера", аутора Давора Тоље. ЛП садржи 9 песама, а међу њима је тешко издвојити једну јер су све биле потенцијални хитови.  Одмах по изласку албум је постигао велики успех, праћен бројним телевизијским гостовањима и наступима у другим медијима. По гласовима критичара и читалаца часописа „Рок” проглашен је за најбољи албум године. 
На снимку гостују Масимо Савић на гитари и Зоран Продановић и Еди Краљић на вокалу, док су продуценти били Андреј Баша и Тоља.

## Извођачи
- Марина Перазић - вокал
- Давор Тоља - клавијатуре, ритам машина
- Масимо Савић - гитара
- Еди Краљић - пратећи вокал
- Зоран Продановић Прља - пратећи вокал

### Продукција
- Продуцент - Андреј Баша, Давор Тоља
- Текстови - Доменика Ванић (композиције: А2, А4 до Б2), Елвис Станић (композиције: А1, А3)
- Музика, аранжер - Давор Тоља
- Главни и одговорни уредник - Дубравко Мајнарић